# Driver: San Francisco
Driver: San Francisco is een computerspel ontwikkeld door Ubisoft Reflections en uitgegeven door Ubisoft voor PlayStation 3, Wii, Xbox 360, Windows en Mac OS X. Het actie-avonturenspel is uitgekomen in Europa op 2 september 2011 en in de VS op 6 september 2011. Het spel kan sinds 2016 niet meer officieel aangekocht of gedownload worden.

## Plot
John Tanner raakt in een coma na een achtervolging van zijn aartsvijand Charles Jericho. In zijn coma stelt hij een plan samen die ook daadwerkelijk in de spelwereld plaatsvindt.

## Spel
In het spel neemt de speler de rol aan van John Tanner, een politieagent die in San Francisco verschillende missies moet uitvoeren. Hij kan daarbij gebruik maken van echt bestaande auto's die onder licentie in het spel zijn verwerkt.

## Ontvangst
| Recensiescore       | Recensiescore                           |
| Recensieverzamelaar | Score                                   |
| ------------------- | --------------------------------------- |
| Metacritic          | 80% (PC) 79% (PS3) 64% (Wii) 80% (X360) |
| Publicist           | Score                                   |
| Destructoid         | 7,5 (X360)                              |
| Eurogamer           | 8 (PS3)                                 |
| Game Informer       | 8 (PS3/X360)                            |
| GameSpot            | 8 (PS3/X360)                            |
| IGN                 | 8 (PC/PS3/X360) 7 (Wii)                 |

Driver: San Francisco ontving overwegend positieve recensies, met uitzondering van de Wii-versie. Men prees de vele mogelijkheden in het spel, maar kritiek was er op de repetitieve gedeeltes en het enigszins gebrekkige verhaal.
Op aggregatiewebsite Metacritic heeft het spel verzamelde scores van 80% (PC), 79% (PS3), 64% (Wii) en 80% (X360).